# 油槽所
油槽所（ゆそうじょ）は、製油所で生産されたガソリンなどの石油製品を一時的に貯蔵し、タンクローリーに積み込む設備を持つ施設である。
物流効率化のため、製油所から油槽所を経由せずにガソリンスタンドへ配送することが増加したため、油槽所は減少傾向にある。

## 種類
油槽所は、臨海型と内陸型に分けられる。
臨海型は、製油所から離れた工業港に設置される。石油製品は製油所から内航タンカー（油槽船）で持ち込まれ、ガソリンスタンドへ配送される。例としては、釧路港、境港、広島港、高知港、鹿児島港等々が挙げられるが、比較的規模がある工業港には大抵設置されている。漁港にも、漁船に燃料を補給するため、漁業協同組合の油槽所が存在する。
内陸型は、工業港から遠い、内陸の地域に設置される。石油製品は製油所からタンクローリーや鉄道貨車で持ち込まれる。鉄道輸送に関しては、日本石油輸送や日本オイルターミナル、管理は石油会社や日本オイルターミナルが多く行っている。例としては、日本貨物鉄道の村井駅・南松本駅に隣接する松本ターミナル、郡山駅に隣接する郡山ターミナル、北旭川駅に隣接する旭川ターミナル等である。

## 共同油槽所
油槽所は元売業者が専用に使用することが多いが、複数の元売業者が共同で使用する油槽所もある。その場合、各元売業者のガソリンが同一のタンクに混合され保管されている。主要なものに、東西オイルターミナル（ENEOS・コスモ石油の共同）がある。共同油槽所が設置されている地域では共同配送されていることがあり、例えば、ENEOSのガソリンスタンドにコスモ石油のレギュラーガソリンが搬入される事例もある。